# 217 v. Chr.
Portal Geschichte | Portal Biografien | Aktuelle Ereignisse | Jahreskalender | Tagesartikel

◄ |
4. Jahrhundert v. Chr. |
3. Jahrhundert v. Chr. |
2. Jahrhundert v. Chr. |
►

◄ | 230er v. Chr. | 220er v. Chr. | 210er v. Chr. | 200er v. Chr. |
190er v. Chr. |
►

◄◄ | ◄ | 220 v. Chr. | 219 v. Chr. | 218 v. Chr. | 217 v. Chr. |
216 v. Chr. |
215 v. Chr. |
214 v. Chr. |
► |
►►
Staatsoberhäupter

## Ereignisse

### Politik und Weltgeschehen

#### Zweiter Punischer Krieg

Verlauf des Zweiten Punischen Krieges 218–202 v. Chr.

- April: Zweiter Punischer Krieg: Der karthagische Feldherr Hannibal überquert den Apennin.
- 24. Juni: Hannibal besiegt die Römer unter dem Konsul Gaius Flaminius in der Schlacht am Trasimenischen See (Zweiter Punischer Krieg), Flaminius fällt in der Schlacht. Da nun auch Rom unmittelbar bedroht ist, ernennt der Senat Quintus Fabius Maximus „Cunctator“ zum Diktator.
- Auf der Iberischen Halbinsel sind die Römer unter Gnaeus Cornelius Scipio Calvus in einem Seegefecht gegen Karthager unter Hasdrubal Barkas an der Ebromündung erfolgreich. Gnaeus’ Bruder Publius Cornelius Scipio wird zu dessen Unterstützung gesandt. Gemeinsam dringen sie jenseits des Ebro vor. Sagunt wird von den Römern erobert.
- Herbst: Hannibal durchquert Umbrien und erreicht die Adria im Gebiet der Picener. Seine geschwächten Truppen erholen sich hier, während Hannibal zugleich Schiffe mit den Nachrichten seiner bisherigen Siege nach Karthago schickt. Dann zieht er die Küste entlang nach Apulien. Fabius ist ihm auf den Fersen, vermeidet aber eine größere Schlacht, so dass Hannibal in einem Zug durch das Land der Samniten bis Telesia und Capua vordringen kann. Die Römer sind unterdessen zunehmend unzufriedener mit Fabius’ vorsichtiger Kriegsführung, sodass der Senat dessen Magister Equitum, Marcus Minucius, der auf eine Schlacht drängt, zum zweiten Diktator neben Fabius ernennt. Minucius befiehlt den Angriff auf das karthagische Winterquartier bei Gerunium, der aber zurückgeschlagen wird.

#### Östliches Mittelmeer
- 18. Juni: Antiochos III. erleidet in der Schlacht bei Raphia eine vernichtende Niederlage gegen die Ägypter unter Ptolemaios IV. Damit wird sein Angriff auf Ägypten abgewehrt, wenig später beenden beide Parteien den Vierten Syrischen Krieg durch den Friedensschluss von Antiochia am Orontes, wobei weitgehend der Besitzstand zu Beginn des Krieges wiederhergestellt wird.
- Einfall der Aitolier in das Gebiet des Achaiischen Bundes.
- Philipp V. von Makedonien rückt im südlichen Thessalien vor; die Einnahme von Melitaia scheitert, dagegen kann er das phthiotische Theben erobern.
- Philipp V. schließt in Naupaktos Frieden mit dem Aitolischen Bund und beginnt auf Anraten des Demetrios von Pharos mit dem Bau einer gegen Rom gerichteten Flotte.

#### Asien

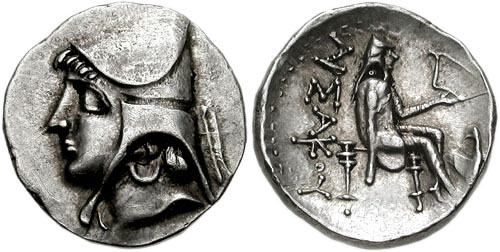
Münze von Arsakes II.

- um 217 v. Chr.: Arsakes II. wird als Nachfolger von Arsakes I. König der Parther.

### Katastrophen/Natur und Umwelt
- 11. Februar: Totale Sonnenfinsternis in der Kyrenaika

- Alexandria wird von einem Erdbeben erschüttert.

## Gestorben
- Gaius Flaminius, römischer Staatsmann
- um 217 v. Chr.: Arsakes I., König der Parther (* vor 250 v. Chr.)